# Paraíso (telenovela de 1989)
Paraíso es una telenovela venezolana producida y transmitida por Venevisión entre 1989 y 1990. Fue escrita y adaptada por Vivel Nouel y tuvo como protagonistas a Víctor Cámara y Amanda Gutiérrez, con las participaciones antagónicas de  Belén Marrero, Eva Blanco y Mariano Álvarez. Cuenta además con las actuaciones estelares de  José Oliva, Francisco Ferrari y Marita Capote.

## Sinopsis
1969: El encanto de un encuentro mágico se desintegra al estrellarse la avioneta donde Adrián Arturo viaja y cae justamente sobre la humilde casita de Eva Julieta, causándole la trágica muerte a Marcela, la madre de la protagonista. Este infortunado accidente une a los protagonistas, ya que ella siente al mismo tiempo atracción y odio hacia Adrián Arturo y él se siente obligado sentimental y moralmente al dejar a Eva Julieta huérfana, sin embargo debido a las intrigas de Fedora, la novia de Adrián Arturo, él y Eva Julieta se separan.
La historia continúa cuando, veinte años después, Adrián Arturo regresa a Venezuela del brazo de su -ahora- esposa Fedora y Génova, la hija que cree de ambos. El reencuentro con Eva Julieta es inevitable y doloroso y, a su vez, Eva Julieta ahora está casada con Rodolfo, su eterno amigo del pueblo, quien ha criado a Gabriel, el hijo de Eva Julieta y Adrián Arturo, como si fuera suyo. Ni Adrián Arturo ni Eva Julieta han dejado de amarse en todos estos años y cuando se ven, a pesar del transcurso del tiempo, se descubren sintiendo lo mismo el uno por el otro y, en un extraño giro del destino, tanto Gabriel como Génova se conocen mientras estudian la misma carrera en la universidad y comienzan un tierno romance que se verá tan lleno de obstáculos como el bello amor de sus padres en su juventud.

## Elenco
- Amanda Gutiérrez ... Eva Julieta
- Víctor Cámara ... Adrián Arturo De la Fuente
- Belén Marrero ... Fedora Fortunato
- Mariano Álvarez ... Nicolás Feo
- Marita Capote ... "Parchita"
- Eva Blanco ... Débora de Fortunato
- Francisco Ferrari ... Nicodemo Fortunato
- Estelita del Llano ... Marcela (Madre de Eva Julieta)
- Francis Helen .... Barbara
- Sandra Bruzón .... Dra. Angelica Llovera
- Rebeca Costoya ... Arantza
- Rolando Barral ... Rolando
- Esther Orjuela ... Mayi
- Mirtha Borges ... Benita
- Alejo Felipe ... Ramon
- Laura Zerra ... Doña Purificación
- José Rubens ... Marcelo
- Julio Capote
- Simón Pestana ... Rodolfo Perdomo
- Mayra Chardiet
- Lolita Álvarez ... Indiana
- Hilda Blanco ... Dlicia Cándida
- Luis Malavé ... "Tiburón"
- Jimmy Verdúm ... Sinuhé
- Dalia Marino... Escrupula
- Alba Vallve ... Génova
- José Vieira ... Gabriel
- María Elena Coello
- Víctor Rentroya ... Detective Hamilton
- Carlos Arreaza ... "Piraña"
- Janín Barboza
- Yamandú Acevedo ... Axel
- Reinaldo José Pérez ... Hector
- José Oliva (actor) ... Don Arturo De la Fuente
- Eva Villasmil
- Daniel Escámez ... Wilfrido
- Antonio Brelio
- Magaly Urbina.... Lic. Carmen Alicia
- Nelson Zuleta.... Dr. Salomon
- Ana María Pagliacci ... Zoraida
- Yvette Planchart
- Víctor Abreu
- Alfonso Urdaneta .... Dectetive
- Luis Aular .... Cavare
- Andreína Sánchez ... Ilse
- Antonio Brelio ... Dr. Alfonso
- Ana Massimo.... Mauricia
- Catherine Sparka .... Enfermera
- Magaly La Rotonda
- Lucy Orta
- Andrés Izaguirre ... Cesar
- Lucy Bertucci .... Yurubi
- Lisbeth Manrique ... Ex de Gabriel
- Miguel David Diaz ... Clo
- Antonieta Colón ... "Pantera"
- Katiuska Martínez ... Maria  De los Ángeles
- María Alexandra Salamanqués ... "Bambi"
- Víctor Cárdenas ... Jacinto
- Mirella Larotonda... Tahnée
- Mario Llovera ... Jordi
- Israel Maranatha ... "Perrote"
- Thauro ... Lic. Aristiguieta